# TX-V
TX-V（ティーエックスブイ）は、2008年末から始まったテレビ東京の洋画DVDの発売レコードレーベル。ここでは、「TX-V」のナビゲート番組である『TX-V 女子アナなび』についても詳述する。

## 概要
テレビ東京が独自の視点で選出した海外の良質な映画作品を提供するレーベル。ハリウッドなど有名作品に限らず、知名度が低くても、クォリティーやコンセプトが高い作品を紹介する。

## TX-V 女子アナなび
『TX-V 女子アナなび』（番組表では『ビデオなび TX-V女子アナなび』との表記されたり、『女子アナN』と略記されることも）とは、DVD、レーベルの宣伝に、テレビ東京の映画番組や『A×A ダブルエー』や『Eネ!』の広報番組、ミニ番組枠などで放送される5分程度（『A×A』の放送では約3分に圧縮される）のプロモーションムービー。テレビ東京女性アナウンサーが商品をナビゲートする。また、レンタルショップなどで放送したり、商品のDVDに特典として付属する。ファン層が重なり合うとされるコアな映画ファンと「女子アナ」好き、特にM2層に「刺さる」プロモーションを行う狙いがある。

### 出演女性アナウンサー
- 秋元玲奈
- 大江麻理子
- 大橋未歩

### 制作スタッフ
- プロデューサー：伊藤成人
- 構成：山下たけはる
- 演出：小池敏治

## TX-Vレーベルの映画
| 弾 | 映画名                            | 女子アナなび |
| -- | --------------------------------- | ------------ |
| 1  | THR3E 影なき爆殺魔                | 秋元、大江   |
| 2  | DARK FLOORS（ダーク・フロアーズ） | 〃           |
| 3  | NOISE（ノイズ）                   | 秋元、大橋   |
| 4  | MERLIN AND THE WAR OF DRAGON      | 〃           |
| 5  | DARKNESS KNIGHT                   | 秋元、大江   |
| 6  | ガーディアン                      | 〃           |
| 7  | THE BOXER（ザ・ボクサー）         | 秋元、大橋   |
| 8  | VANGUARD（ヴァンガード）          | 〃           |
| 9  | A TIME OF WAR 戦場の十字架        | 秋元、大江   |
| 10 | CODE；GENE（コード・ジーン）      | 〃           |
| 11 | 2 ROOMS（トゥー・ルームズ）       | 秋元、大橋   |
| 12 | ミリタリー大作戦                  | 〃           |

## 脚註
1. ↑  日経トレンディネット